# Donnacona (Québec)
Donnacona ist eine Stadt (ville) in der MRC Portneuf der kanadischen Provinz Québec.
Donnacona liegt 45 km westlich von der Provinzhauptstadt Québec am Nordufer des Sankt-Lorenz-Stroms sowie am Ostufer des Rivière Jacques-Cartier. Letzterer hat hier seine Mündung. Donnacona zählte im Jahr 2016 insgesamt 7200 Einwohner und hat eine Fläche von 20,13 km².

## Geschichte
Donnacona wurde im Jahr 1672 von Toussaint Toupin gegründet. 1920 erhielt Donnacona die Stadtrechte.

## Verkehr
Der Trans-Canada Highway verläuft von Québec kommend nach Donnacona. Die weiter nach Süden verlaufende Autoroute 40 führt nach Trois-Rivières. Donnacona ist an das Bahnnetz von VIA Rail Canada angeschlossen.

## Städtepartnerschaften
Mit der französischen Gemeinde Jarnac im Département Charente besteht seit 1995 eine Gemeindepartnerschaft.

## Söhne und Töchter der Stadt
- Roger Bertrand (* 1947), Politiker
- Eddy Godin (* 1957), Eishockeyspieler
- Gaétan Royer (* 1976), Eishockeyspieler
- Rémi Royer (* 1978), Eishockeyspieler